# Grand septuor de Berwald
Le Grand septuor en si bémol majeur est une œuvre de musique de chambre pour septuor de Franz Berwald datée de 1828.

## Présentation
Le Grand septuor est daté de 1828 mais on ne sait s'il s'agit d'une partition nouvelle, ainsi qu'elle est présentée en création le 6 décembre 1828, ou d'une réécriture d'un septuor composé par Berwald en 1817 et donné en concert à Stockholm les 10 janvier 1818 et 10 décembre 1819,,.
L'œuvre reprend la nomenclature du très célèbre en ce temps Septuor de Beethoven, soit violon, alto, violoncelle, contrebasse, clarinette, basson et cor. La tonalité principale de la pièce, dédiée à Ernst Leonard Schlegel, est si bémol majeur,,.
Pour le musicologue Robert Layton, le Grand Septuor de Berwald « figure parmi ce qu’il écrivit de plus charmant. Novateur dans sa forme, il anticipe la Sinfonie singulière (1845), en ce qu’il étreint le scherzo dans le mouvement lent, faisant que le mouvement central fonctionne à la fois comme un mouvement lent et comme un scherzo. [...] Pour ce qui est du langage musical, le septuor se place dans la tradition de Spohr et Kreutzer, inventif, raffiné et attrayant. Le finale exhale même quelques touches qui préfigurent le sceau extrêmement particulier du Berwald des années 1840 ».

## Structure
Le Grand Septuor, d'une durée moyenne d'exécution de vingt-trois minutes environ,, est constitué de trois mouvements, :
1. Adagio introductif puis Allegro molto ;
2. Poco Adagio, mouvement lent dans lequel « on trouve, en outre, inséré [...], un Prestissimo (Scherzo) étourdissant de virtuosité[3] » ;
3. Finale. Allegro con spirito.

## Discographie
- Johann Nepomuk Hummel: Septet in D minor, op. 74 ; Franz Berwald: Grand Septet in B flat, The Nash Ensemble, CRD 3344, 1978.
- Berwald : Grand Septet, Quartet for piano and wind, Piano Trio No 2, Gaudier Ensemble, Hyperion CDA66834, 1996.
- Berwald : Septet in B flat major, Serenade, Piano Quartet in E flat major, Arion Wind Quintet, Schein String Quartet, Mikael Björk (contrebasse), Naxos 8.553714, 1997.
- Schubert, Berwald : Chamber Music, Anima Eterna Brugge, Alpha 461, 2019[6].